# Francoprovençal
L'arpità, conegut històricament per la romanística com a francoprovençal, i conegut a Suïssa com a romand, és una llengua romànica de la branca gal·loromànica, amb el domini lingüístic dividit administrativament entre França, Suïssa i Itàlia, i mancada d'oficialitat arreu.

## Noms

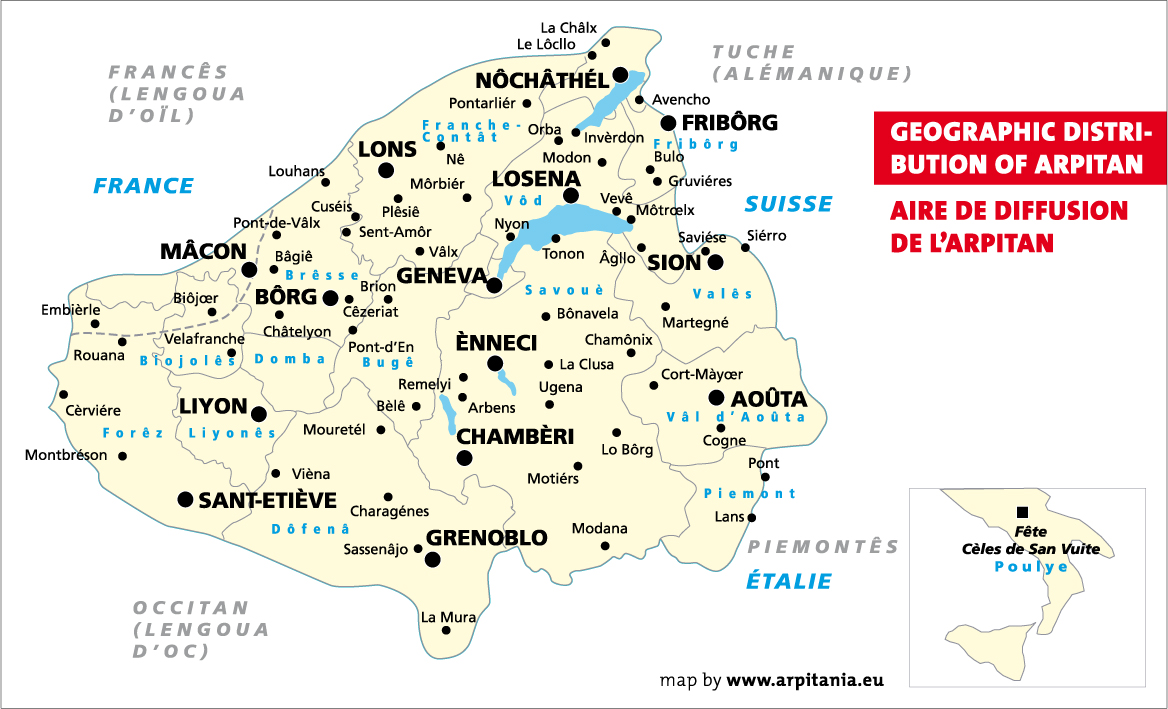
Mapa de la distribució de l'arpità, amb topònims en arpità

La llengua rebé la denominació de francoprovençal el 1874 per part del seu descobridor per a la ciència (el lingüista furlà Graziadio Isaia Ascoli) que la considerà una llengua que, alhora, formava parlar de transició entre el francès i l'occità (aleshores anomenat provençal).
El glossònim arpità, format a partir del topònim Arpes (Alps) i de la terminació de occità, ha emergit des de certs militants culturals de la Vall d'Aosta, particularment de Joseph Henriet (Josèf Hanriet), a partir dels anys 1970.
L'intel·lectual arpità Floran Corradin defensa que la forma francoprovençal és «una vella denominació que no pot ser més desafortunada». Corradin es refereix al fet que, mentre que arpità és un glossònim pròpiament dit, francoprovençal és, merament, una descripció sintètica i aproximativa per comparació amb tercers.

## Domini lingüístic

Les llengües de la Gal·loromània.
3. Extensió actual de l'arpità.
4. Extensió de l'arpità abans el s. XIII.,

El domini lingüístic arpità el delimita el cercle format per Lió-Roanne-Saint-Étienne-Pontarlier-Grenoble-Chambéry-Aosta-Ginebra-Lausana-Neuchâtel. O, en arpità, Liyon-Rouana-Sant-Etiève-Pontarliér-Grenoblo-Chambèri-Aoûta-Geneva-Losena-Nôchâthél.
El domini lingüístic arpità constitueix el país anomenat Arpitània (en arpità Arpitania, Arpetania). Consta, entre d'altres, de les regions històriques del Lionès (Liyonês), Savoia (Savouè) i Aosta (Vâl d'Aoûta), i de la major part de la Suïssa Romanda (Romandie, en la qual només el cantó del Jura és pròpiament francòfon). El territori arpitanòfon, doncs, està dividit entre tres estats: França, Suïssa i Itàlia. Només a la Vall d'Aosta gaudeix d'un cert reconeixement.
En les localitats de Celle di San Vito (Cèlles de Sant Uite en arpità) i Faeto (Faíte), a la província meridional italiana de Foggia es parla també francoprovençal a causa de migracions medievals, encara no prou ben documentades.
A títol de curiositat, l'arpità fou la llengua originària de la dinastia dels Savoia.

## Lingüicitat i claus sociohistòriques
Hi ha hagut ús escrit de l'arpità d'ençà l'Edat Mitjana, bàsicament literari, i hi hagué conats de registres estàndard a Lió i a Grenoble, però el procés d'estandardització unitària fou frenat per la situació del país, en bona part constituït per valls aïlades i, a més, dividit entre estats diversos on els arpitans estaven en minoria. Arribada l'Edat Moderna, el Regne de França imposà el francès als territoris arpitans que controlava. I l'únic Estat de base arpitana, el Ducat de Savoia, en abandonar el llatí com a llengua oficial el substituí pel francès (1540).
Així, durant molt segles els arpitanòfons han mancat de consciència lingüística diferenciada, perquè han viscut en una profunda diglòssia interlingüística, amb l'arpità com a llengua col·loquial i el francès exercint com si en fos el registre estàndard, amb plenes funcions de llengua oficial i de l'alta cultura.
Per això mateix, la romanística ignorà aquesta llengua durant dècades, atès que, no havent-la analitzada, la tenia per un cúmul de dialectes francesos particularment excèntrics i/o interpenetrats d'occità. El 1874, en l'estudi Schizzi francoprovenzali, el lingüista Graziadio Isaia Ascoli donà a conèixer l'arpità a la ciència internacional, en delimitar-ne el caràcter de llengua plenament caracteritzada. Fou ell qui li donà el nom, aproximatiu, de francoprovençal, basant-se en les concomitàncies que presenta, alhora, amb el francès i amb el "provençal" (en el sentit genèric d'occità).

## Sociolingüística
Amb les noves condicions de vida desenvolupades a Europa al llarg del segle xx, la diglòssia multisecular ha facilitat una substitució creixent de l'arpità per part del francès també com a llengua col·loquial. Avui dia es troba en perill d'extinció, parlat només per 60.000 persones, la major part de les quals gent gran. Això no obstant, el seu ús roman prou important a la Vall d'Aosta, a Itàlia, i al poble d'Evolênna, a Suïssa. Des dels anys 1970, existeix un moviment de recuperació lingüística, tant en certes zones rurals on la llengua encara és parlada, com en les zones urbanes (i a vegades rurals) on els locutors naturals han desaparegut.
A la Vall d'Aosta s'ha produït, i continua, una lluita decidida contra la italianització; però en defensa, no pas de l'arpità, sinó del francès.

## Estandardització
Hi ha un intent d'estandardització recent, encunyat en les obres del lingüista Dominique Stich (1998, 2003), que s'anomena ortografia de referència B (ORB). Aplica el principi d'una grafia englobant, tenint en compte el diasistema, com el que ja ocorre en les ortografies del català i de l'occità. L'ORB és la base d'una llengua estàndard arpitana en curs de formació que té un èxit creixent, més que més per a la gent que vol recuperar la llengua i que no en té pràctica familiar.
Hi ha alguns sistemes d'escriptura concurrents que només noten fonèticament les parles locals segons les convencions del francès, com ara la grafia de Conflans i una grafia emprada a la vall d'Aosta.

## Característiques

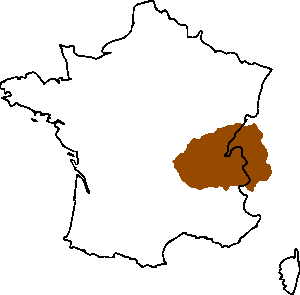
L'arpità dins i fora de França

Segons Ascoli, els trets de l'arpità són els següents:
- Distinció entre mots aguts i plans
- Diftongacions i palatalitzacions consonàntiques
- Afebliment intervocàlic
- Vocals àtones finals conservades amb timbres molt diferents de l'antic oïl, com kodo ('colze'), fena ('dona'), pare ('pare').
- La A tònica lliure resta A o esdevé O, com purta ('porta'), lo na ('el nas').
- No tanca A en síl·laba tònica, la qual cosa l'acosta a l'occità
- Tracta A davant consonant palatal com en el francès antic
- Palatalització d'ú en ü
- Té l'article indefinit on (ó) del llatí unum
- Possessius notron i votron ('nostre', 'vostre')
- Articles determinats lo i la
- Manté les desinències d'imperfet, com purtavo ('portava') i medzivo ('menjava')
- Manté la declinació de dos casos, en algunes paraules, a Mauriena
- Com a restes de l'antic lígur, s'ha deixat en els gentilicis toponímics els radicals en ar (com Savare, Artanavaz), bar/ber  (Albard, Berrier), el sufix col·lectiu asc (Marmasc, Perriasc), la desinència arp, 'muntanya' (Arpvilles), ey (Arbaney, arbelley) i dwr (Doire, nom del Dora Baltea)